# Schaefferia shrevei
Schaefferia shrevei är en benvedsväxtart som beskrevs av Lundell. Schaefferia shrevei ingår i släktet Schaefferia och familjen Celastraceae. Inga underarter finns listade.